# Equus october

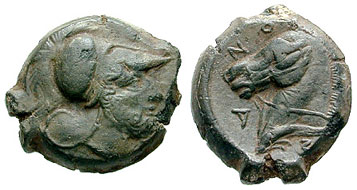
Munt met Mars en een paard met halster (Cosa, Etrurië, 273-250 v.Chr.).

De equus october ("oktoberpaard") was een feest in het Imperium Romanum op 15 oktober (Iden) ter ere van Mars.
Er werden op deze dag wedrennen gehouden met krijgspaarden (cf. Equirria). Daarop werd het rechterpaard van het winnende tweespan (d.i. het paard dat het hardst gelopen had en zich het meest had ingespannen voor de overwinning), vermoedelijk door de flamen Martialis, met een speer gedood en geofferd aan Mars.
Vervolgens werden het hoofd en de staart (of misschien ook de genitaliën?) afgehakt. Wat er met het middenstuk gebeurde, is onbekend. Hierop werden er verschillende rituele handelingen uitgevoerd met het hoofd en de bloedende staart van de equus october.

## Hoofd
Het afgehakte hoofd dat omkranst werd met broden, werd de inzet van een strijd tussen de bewoners van de Subura en die van de Via Sacra. Als de eerste wonnen, werd het hoofd naar de verder onbekende Turris Mamilia (de Mamilii waren geen oorspronkelijke Romeinen, maar Tusculannen) gebracht. Indien echter die van de Via Sacra het hoofd veroverden, brachten deze het naar de Regia (het koninklijk paleis, later de ambtswoning van de pontifex maximus).

## Bloedende staart
Intussen liep men in looppas van het Marsveld (buiten het pomerium) naar de Regia (aan het Forum Romanum) met de nog bloedende staart. Het doel was om het bloed van de staart te laten druppelen in de haard. Als men echter niet snel genoeg was, bleef men achter met een gestolde staart.
Men heeft vroeger gedacht dat het bloed van de equus october bewaard werd in de Aedes Vestae (tempel van Vesta) en door de Vestaalse maagden als suffimen (rookwaar) gebruikt werd bij de Parilia, maar het is intussen aangetoond dat dit niet zo is.

## Betekenis van dit alles
De betekenis van dit hele gebeuren is cruciaal in het onderzoek naar de oorspronkelijk Mars: was hij een vruchtbaarheidsgod of een gevaarlijke god? Een cruciale passage vinden we bij Festus. Deze tweede-eeuwse schrijver zegt dat het offer van de equus october gebeurde ob frugum eventum ("wegens" of "met het oog op het uitkomen van de vruchten"). We kunnen dit op tweeërlei wijze uitleggen.
Ofwel slaat het op de toekomst ("met het oog op") waarbij Mars gevraagd wordt de oogst vruchtbaarheid te schenken of te sparen. Ofwel slaat het op het verleden (Dumézil) ("wegens"), wat het meest waarschijnlijkst is omwille van verscheidene reden: 15 oktober valt na de oogst, het paardenhoofd wordt bekleed met broden (het resultaat van een goede oogst).
De vraag of Mars nu vruchtbaarheidsbrenger was of eerder gevaarlijk blijft echter open. Maar het hoofdargument voor een vruchtbaarheidsbrengende god (met name het feit dat het bloed van de equus october gebruikt zou zijn bij de vruchtbaarheidsbevorendere Parilia) is intussen weerlegd. Voor een interpretatie van Mars als woeste (hij heeft de oogst gespaard) of oorlogsgod (hij heeft de vijanden die de oogst bedreigen afgeslagen) pleit het feit dat de equus october een krijgspaard was.
Tot slot moeten we nog even terugkomen op de rol van de rex (koning) en de Regia (het koninklijk paleis) in dit alles. We stellen vast dat indien de bewoners van de Via Sacra wonnen én de bloedende paardenstaart kon nog bloed druppen op de haard (dit zou zorgen dat de kracht van het paard overgaat op de bewoners van het paleis) de rex alles binnenhaalde, wat er binnen te halen viel. In het slechtste geval bleef hij achter met een opgedroogde paardenstaart. Het was blijkbaar een strijd tussen de hogere (rex en bewoners van de Via Sacra) en lagere klasse (bewoners van de Subura). Dumézil merkte op dat een soortgelijk ritueel in Indië plaatsgreep, waarbij een zeer goed paard dat een heel jaar vrije loop kreeg door en voor de koning geofferd werd. In Rome zat er echter ook een keerzijde aan voor de rex: hij kon achterblijven met niets anders dan een staart.